# Romana Podsadecka-Ostafil
Romana Kazimiera Podsadecka-Ostafil – polska specjalistka w zakresie gry na fortepianie, dr hab. nauk sztuk muzycznych, adiunkt Katedry Fortepianu Wydziału Instrumentalnego Akademii Muzycznej w Krakowie.

## Życiorys
Obroniła pracę doktorską, 17 lutego 2016 habilitowała się na podstawie pracy zatytułowanej 2 utwory: W.A. Mozart- koncerty fortepianowe: F-dur KV 413, A-dur KV 414,C-dur KV 415 z towarzystwem kwartetu smyczkowego. Claude Debussy- Images I, Preludia. Jest zatrudniona na stanowisku adiunkta w Katedrze Fortepianu na Wydziale Instrumentalnym Akademii Muzycznej w Krakowie.

## Odznaczenia
- Srebrny Krzyż Zasługi (2020)[2]